# ORM-1

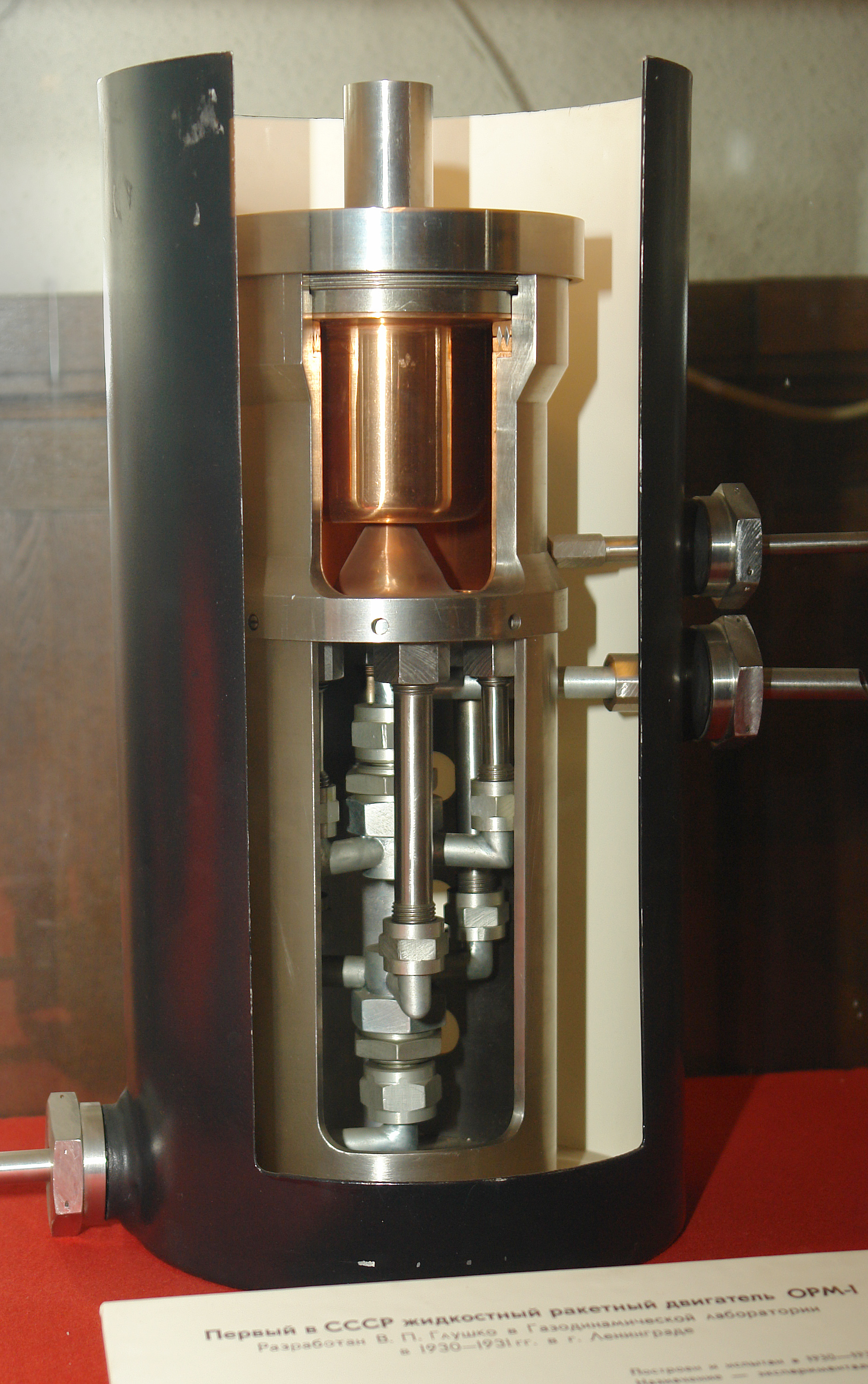
エンジン内部の構造。

ORM-1とは、ソビエト連邦で開発された実験用液体ロケットエンジンである。

## 概要
1930年から1931年にヴァレンティン・グルシュコによって開発されたソビエトで最初のロケットエンジンである。燃料はトルエンやガソリンで酸化剤には硝酸或いは液体酸素が使用された。ガソリンと液体酸素で運転する場合には推力は200Nに達した。冷却は水を使用した。燃焼室に接続される配管にはフィルターと逆止弁が備えられた。腐食性から防御された。93個の部品で構成された。

## 保存
- 宇宙とロケットの博物館 (サンクトペテルブルク)